# 本頓鎮區 (愛荷華州盧卡斯縣)
本頓鎮區（英語：Benton Township）是位於美國愛荷華州盧卡斯縣的一個行政鎮區。

## 地方資料
根據2010年美國人口普查的數據，本頓鎮區的面積為94.39平方千米，當中陸地面積為94.10平方千米，而水域面積為0.29平方千米。當地共有人口366人，而人口密度為每平方千米3.88人。